# Zdrój Ziemroźka

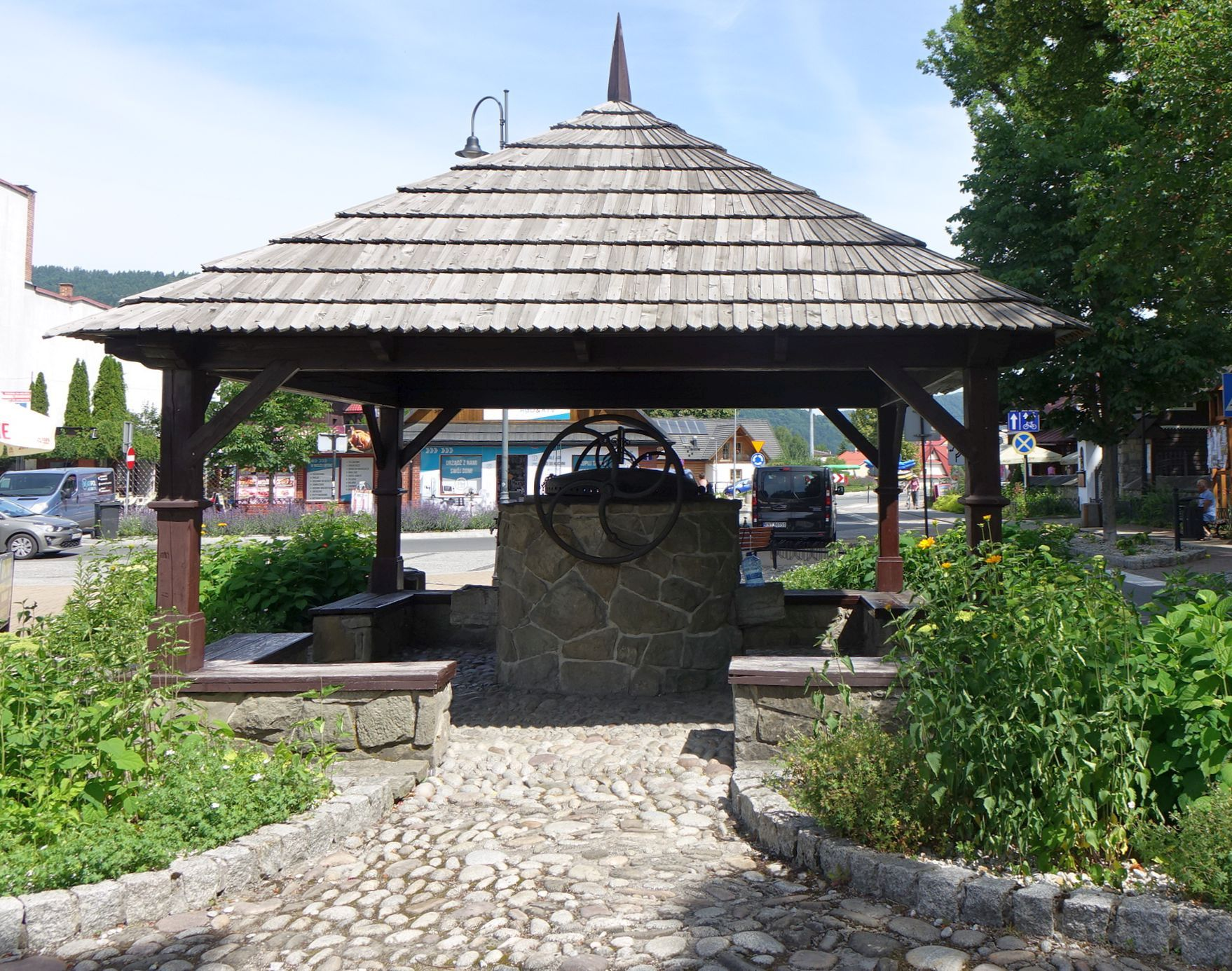

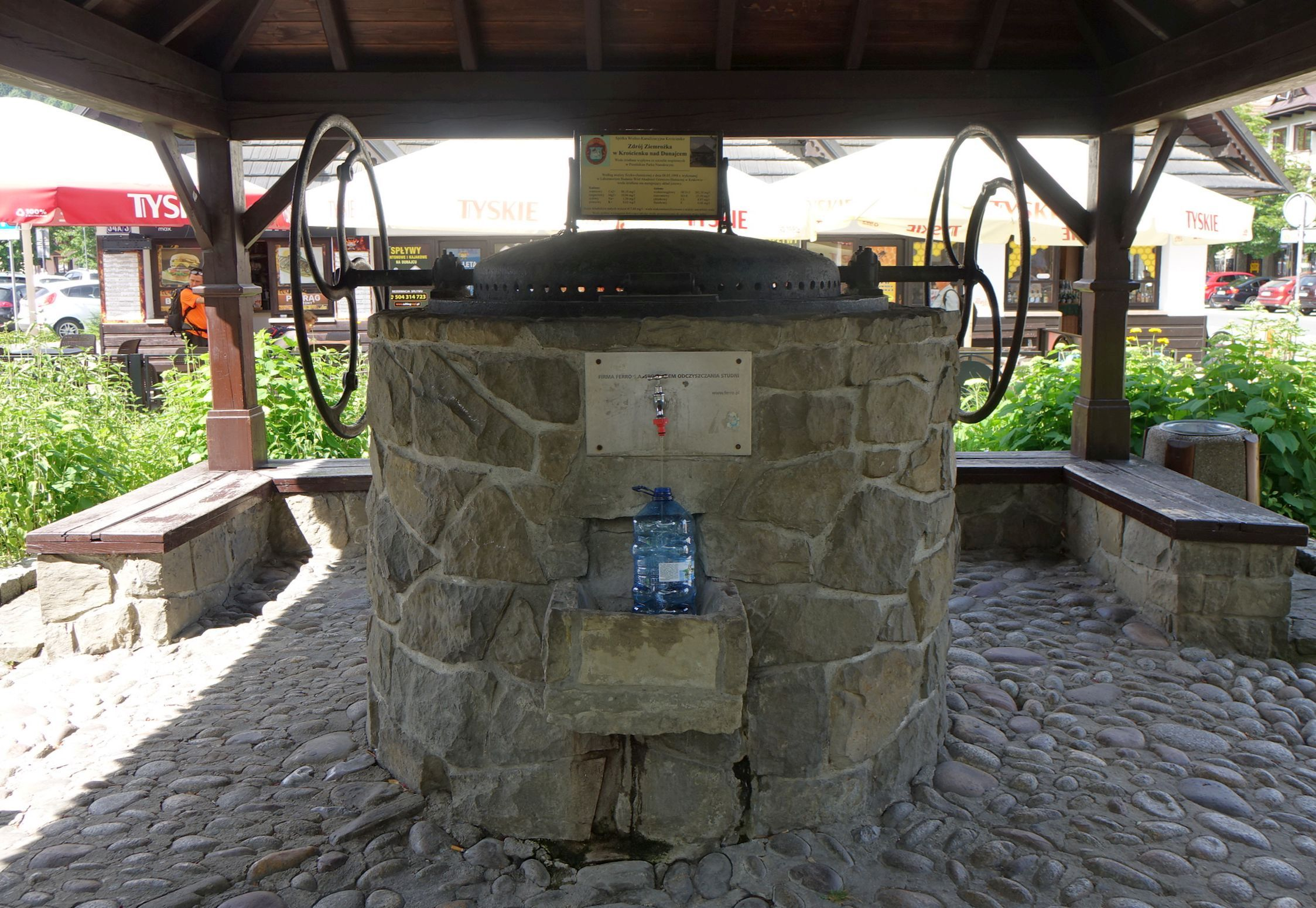

Zdrój Ziemroźka – źródło w miejscowości Krościenko nad Dunajcem w województwie małopolskim, w powiecie nowosądeckim. Znajduje się na rynku, naprzeciwko Kościoła Wszystkich Świętych w Krościenku nad Dunajcem.
Źródło zasilane jest przez wody wypływające z wapiennych szczelin w Pienińskim Parku Narodowym. Wypływa z niego słabo zmineralizowana woda, nadająca się do bezpośredniego spożycia. Udostępniona jest do wykorzystania przez mieszkańców i turystów. Źródło jest obudowane i zadaszone, obok niego są ławki. Dawniej czerpano z niego wodę za pomocą pompy obracanej korbą, obecnie woda pompowana jest pompą elektryczną i wypływa po otwarciu kranu.

## Skład wody
- mineralizacja: 417,08 mg/l

kation magnezowy Mg2+ – 10,94 mg/l
potasowy K+ – 0,62 mg/l
sodowy Na+ – 1,50 mg/l
żelazowy Fe3+ – 1,46 mg/l
anion wodorowęglanowy HCO3− – 262,38 mg/l
anion siarczanowy SO42− – 25,50 mg/l
anion chlorkowy Cl− – 8,87 mg/l
anion fluorkowy F- – 0,04 mg/l.
Fizyko-chemiczną analizę wody wykonało 8 maja 1998 r. Laboratorium Badania Wód Akademii Górniczo-Hutniczej w Krakowie.
W Krościenku nad Dunajcem są jeszcze dwa inne źródła udostępnione dla turystów: Maria i Stefan i Michalina. Są to wody silnie zmineralizowane.